# Great Langdale Beck
Der Great Langdale Beck ist ein Fluss im Lake District, Cumbria, England. Der Great Langdale Beck entsteht aus dem Zusammenfluss von Mickleden Beck und Oxendale Beck im Westen des Great Langdale Tals. Der Fluss fließt in östlicher Richtung bis zu seiner Mündung in den Nordwesten des Elter Water.